# 田村隆平
田村 隆平（たむら りゅうへい、1980年4月19日 - ）は、日本の漫画家。岐阜県生まれ、滋賀県大津市出身。

## 来歴
2000年、第5回ストーリーキングにて、「赤の兄弟」でネーム部門最終候補。2003年、第79回（2月期）天下一漫画賞（審査員：武井宏之）にて、「イツカノミヤコ」で審査員特別賞受賞。同年、第3回（6月期）ジャンプ十二傑新人漫画賞（審査員：冨樫義博）にて、「URA BEAT」で佳作+十二傑賞受賞。
『週刊少年ジャンプ』2003年45号に掲載された「URA BEAT」でデビュー。『週刊少年ジャンプ』2008年37・38合併号に、第4回ジャンプ金未来杯参加作として「べるぜバブ」を掲載、優勝を獲得する。『週刊少年ジャンプ』2009年13号から2014年13号まで『べるぜバブ』を連載。『少年ジャンプNEXT!!』2014 vol.2から2015 vol.1まで「べるぜバブ 番外編」を連載。
『週刊少年ジャンプ』2017年13号から46号まで『腹ペコのマリー』を連載。『週刊少年ジャンプ』2020年30号から2021年29号まで『灼熱のニライカナイ』を連載した。
『月刊サンデーGX』5月号にて『COSMOS』を連載。初の小学館での連載となった。

## 作品リスト
- URA BEAT（『週刊少年ジャンプ』2003年45号） - デビュー作。
- ニライカナイより（『赤マルジャンプ』2004年 SUMMER）
- 大宮ジェット（『週刊少年ジャンプ』2005年23号）
- 『べるぜバブ』集英社〈ジャンプ コミックス〉全28巻
  - 読み切り版（『週刊少年ジャンプ』2008年37・38合併号） - 第4回ジャンプ金未来杯エントリーNo.1、同杯優勝作品。
  - 連載版（『週刊少年ジャンプ』2009年13号 - 2014年13号）
  - べるぜバブ 番外編（『少年ジャンプNEXT!!』2014 vol.2 - 2015 vol.1）
- タイガー兄とドラゴン（『週刊少年ジャンプ』2015年6・7合併号[4]） - 『腹ペコのマリー』4巻に併録。
- 『腹ペコのマリー』集英社〈ジャンプ コミックス〉全4巻（『週刊少年ジャンプ』2017年13号 - 2017年46号）
- 乱破連弾（『週刊少年ジャンプ』2019年6・7合併号[5]）
- 『灼熱のニライカナイ』集英社〈ジャンプ コミックス〉全5巻（『週刊少年ジャンプ』2020年30号 - 2021年29号）
- 『セベクちゃんは噛みつきたい』集英社〈勉タメジャンプブックス〉既刊1巻（『勉タメジャンプ』2023 SPRING[6] - ）
- 『COSMOS』小学館〈サンデーGXコミックス〉既刊6巻（『月刊サンデーGX』2023年5月号[7] - ）

## 関連人物
岩代俊明
師匠。『PSYREN -サイレン-』7巻にはコラボレーション企画としてイラストを寄稿している。
大塚隆史
アニメーション演出家、監督。学生時代からの友人。